# گرمان زونین
گرمان زونین (روسی: Герман Семёнович Зонин؛ ۹ سپتامبر ۱۹۲۶ – ۲۶ نوامبر ۲۰۲۱) بازیکن فوتبال اهل اتحاد جماهیر شوروی سوسیالیستی بود.